# Langeoog

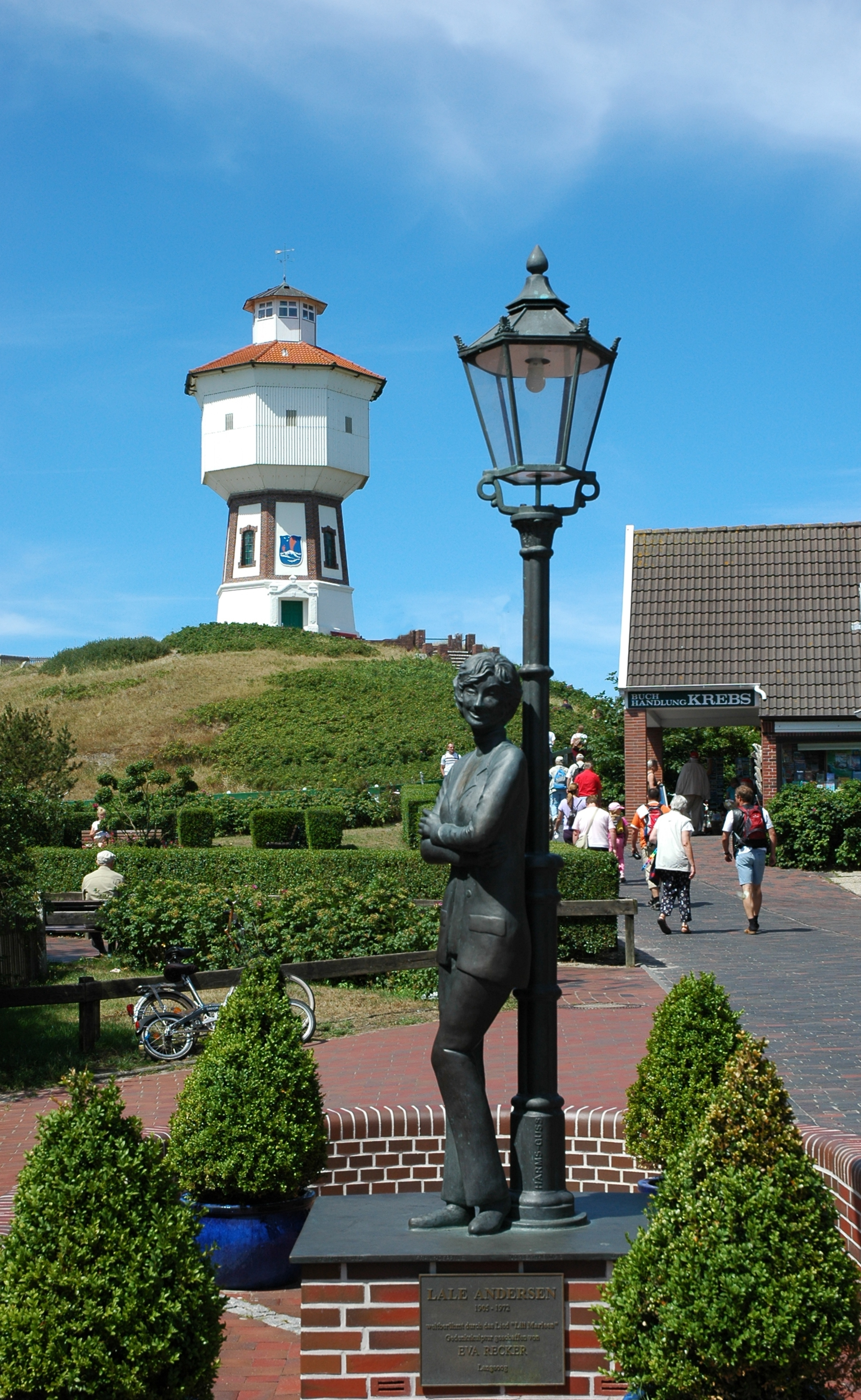
Vattentornet och Lale-Andersen-monumentet

Langeoog (frisiska för långa ön) är en ö i Nordsjön strax utanför den tyska kusten. Ön ligger i distriktet Wittmund i det historiska landskapet Ostfriesland i den tyska delstaten Niedersachsen. Langeoog är en av de ostfrisiska öarna och ön är en kommun med cirka 1 800 invånare.

## Geografi
Langeoogs yta är ca 20 km². Liksom de övriga ostfriesiska öarna är Langeoog en ö som präglas av sand. Ön har en 14 kilometer lång sandstrand och upp mot 20 meter höga sanddyner. Öns högsta punkt, Melkhörndüne, 20 meter över havet, räknades tidigare som Ostfrieslands högsta punkt. Under ön finns sötvatten, men detta hotas alltmer av stormfloder som skadar öns sanddyner som hittills har skyddat öns sötvattenförekomst.

## Historik
I samband med att de stora isarna smälte efter den senaste istiden för ca 10.000 år sedan steg havsnivån i det som i dag är Tyska bukten. De ostfriesiska öarna bildades under årens lopp av sandbankar som så småningom fick en vegetation som gjorde att marken inte eroderade i samband med det kraftiga tidvattnet i Nordsjön.
Ön blev antagligen bebodd på 1200-talet, men var länge utan större politisk betydelse för ostfriserna. Under den så kallade hövdingatiden 1350 till 1464 tillhörde Langeoog och de andra ostfriesiska öarna familjen tom Brok. År 1464 vann ätten Cirksena makten i Ostfriesland och därmed även över Langeoog. År 1630 hade ön endast 35 invånare.
I början av 1500-talet drabbades ön av ett antal svåra stormfloder. Julstormfloden 1717 delade på Langeoog i två delar och efter detta bodde endast fyra familjer kvar på ön. Efter en ny stormflod 1721 blev ön helt obebodd. År 1723 gjordes försök att återigen bosätta sig på ön, men efter några år gav även dessa nybyggare upp. Först år 1732 blev ön åter befolkad. De nya invånarna försörjde sig på fiske och valfångst. Omkring 1780 upphörde valfångsten på grund av kriget till havs mellan Nederländerna och England.
I samband med Preussens förlust mot Napoleon I år 1806 kom Langeoog att tillhöra Nederländerna som en del av ”Department Oost-Vriesland“. På så sätt blev Langeoog och de övriga ostfriesiska öarna inblandade i sjöhandelsstriderna mellan Frankrike och England. Varor smugglades från den då engelska ön Helgoland via Langeoog till fastlandet. Napoleon stationerade 200 soldater på Langeoog för att förhindra smugglingen. År 1813 blev Langeoog åter en del av Preussen.
År 1830 började ön att utveckla turismen. Genom inkomsterna från turismen kunde man år 1892 reparera de skyddsvallar som hade förstörts genom en stormflod 1825. Turismen byggdes sakta upp men år 1906 kom en ny svår stormflod som förstörde öns vattenbrunnar. Ett vattentorn byggdes därefter upp för att skydda öns sötvatten. År 1908 färdigställdes öns kurhus. År 1949 blev ön statligt erkänd som kurort. År 1962 hade Langeoog mer än 40.000 kurgäster.

## Näringsliv
Langeoog trafikeras sedan 1830 med färja från Bensersiel nära Esens på Ostfrieslands fastland. Sedan 1976 fungerar färjetrafiken även vid ebb. En järnvägslinje förbinder öns hamn med huvudorten. Biltrafik är förbjuden på Langeoog. I dag är ön helt beroende av turismen.

## Kända personer med anknytning till Langeoog
- Lale Andersen (Lili Marleen) var under en rad år bosatt på Langeoog. Hon begravdes 1972 på Langeoogs kyrkogård.

## Galleri

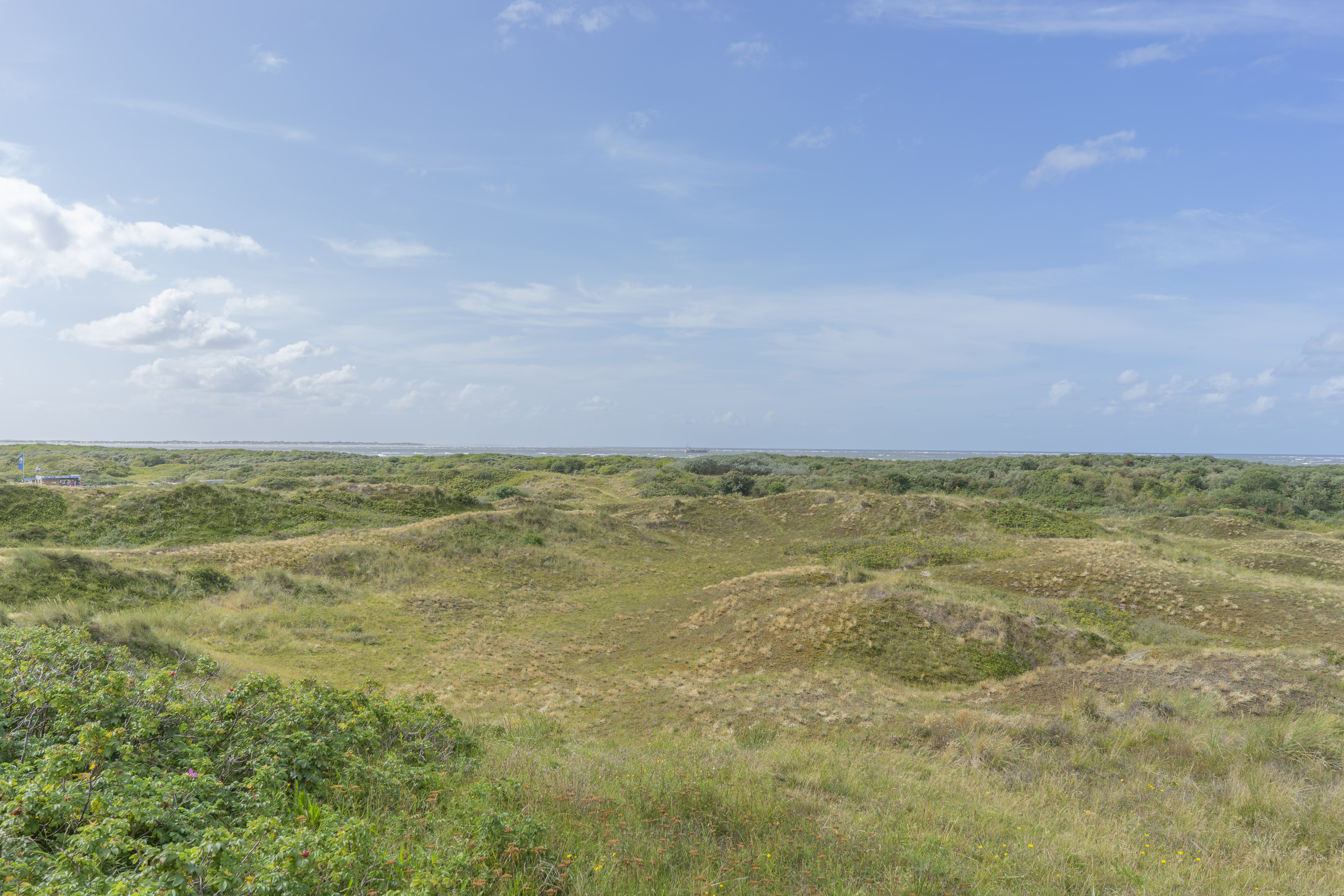
Dynerna på Langeoog
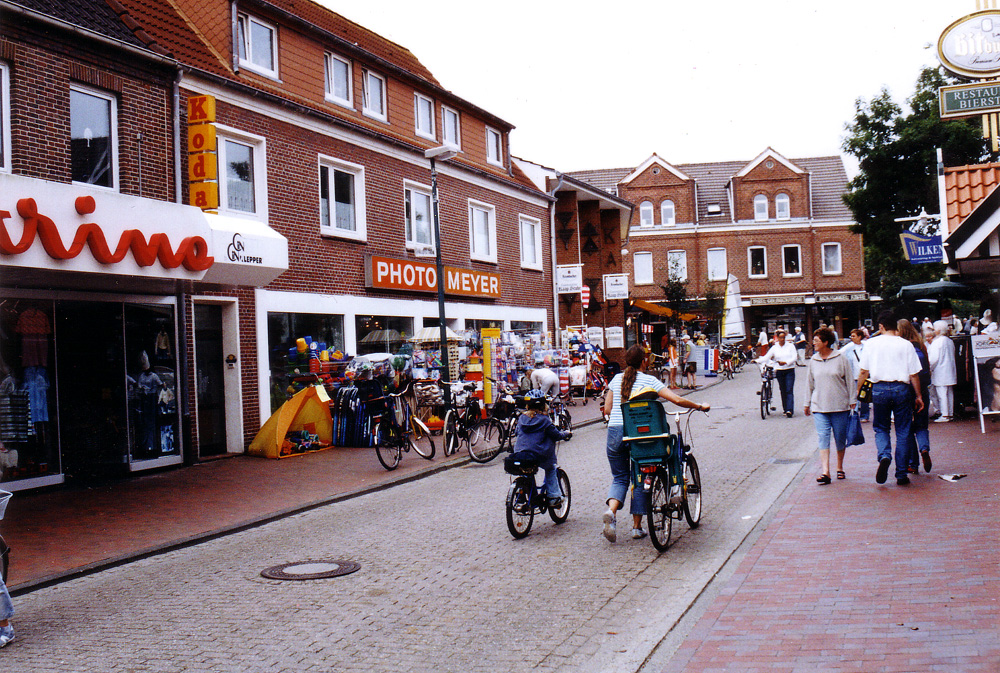
Centrum i orten Langeoog
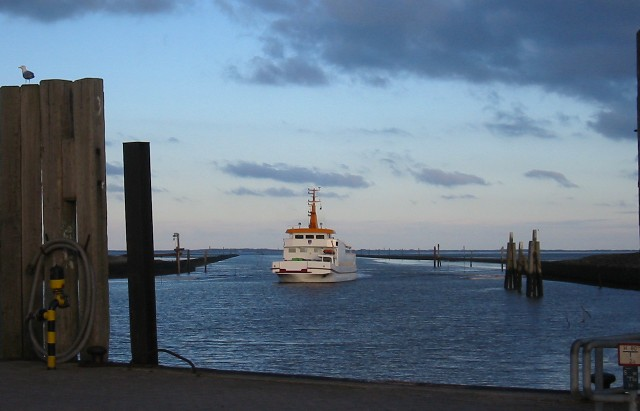
Färja på väg till Langeoog
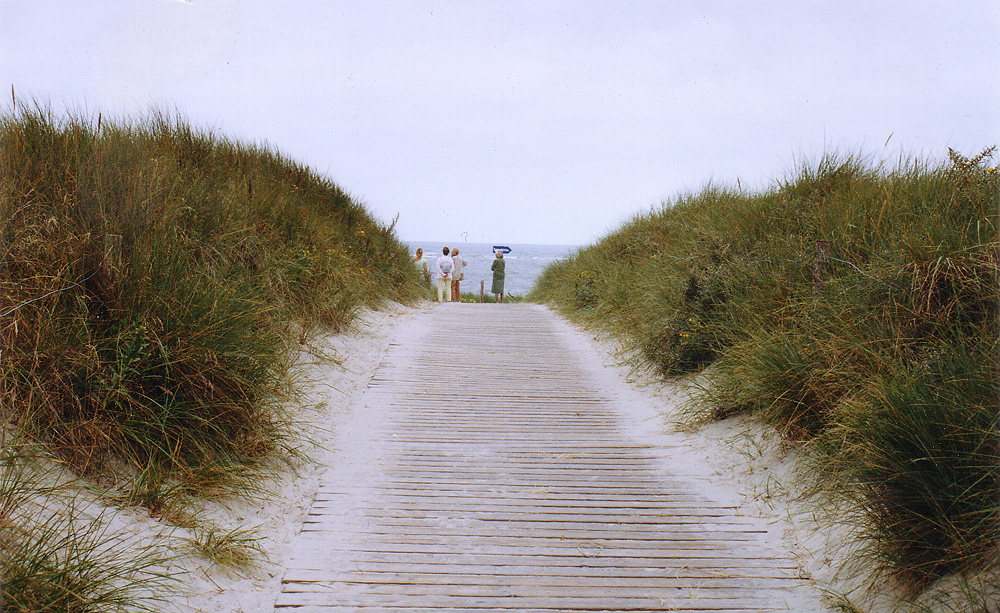
Gångväg till stranden
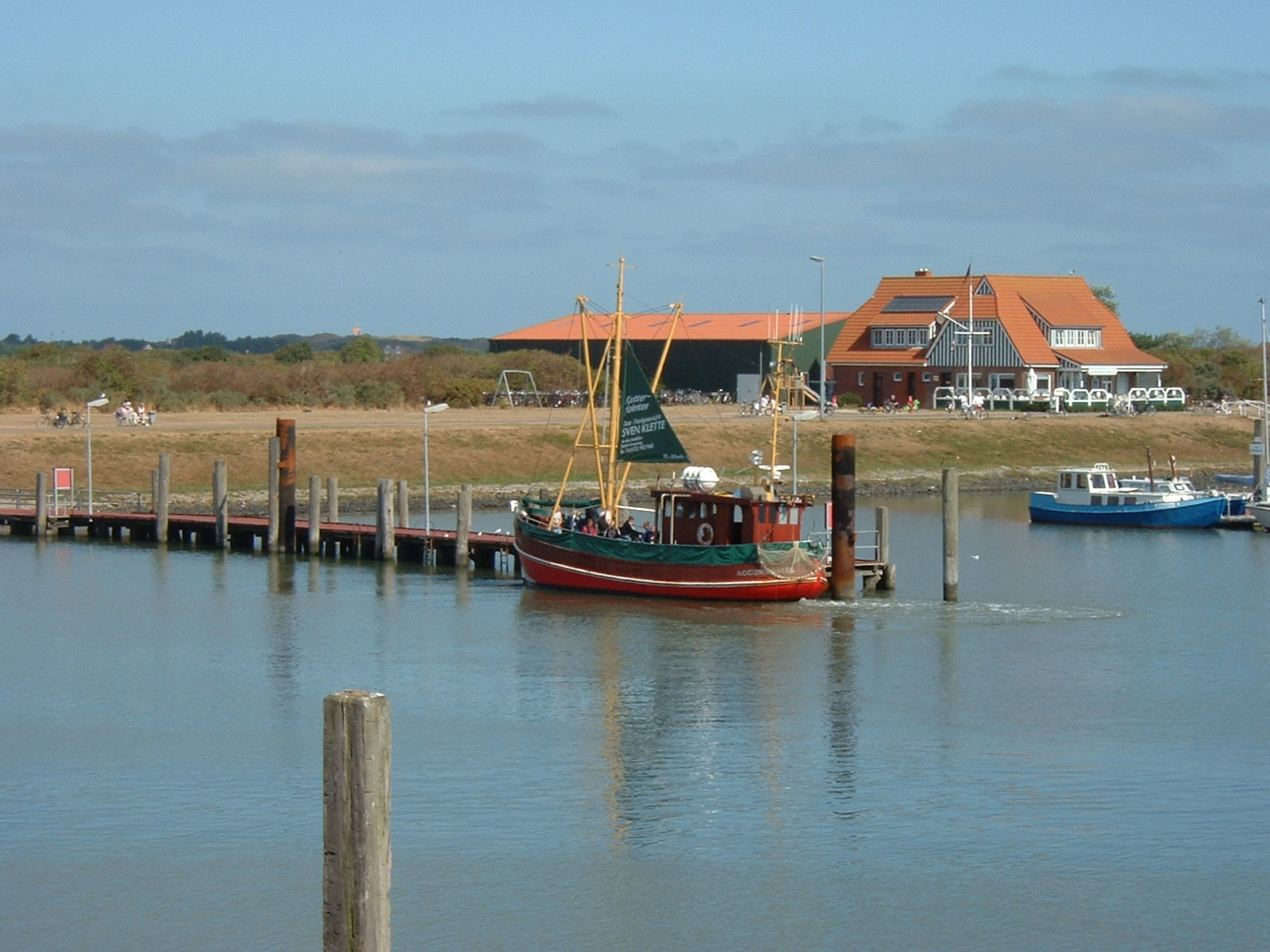
Hamnen på Langeoog
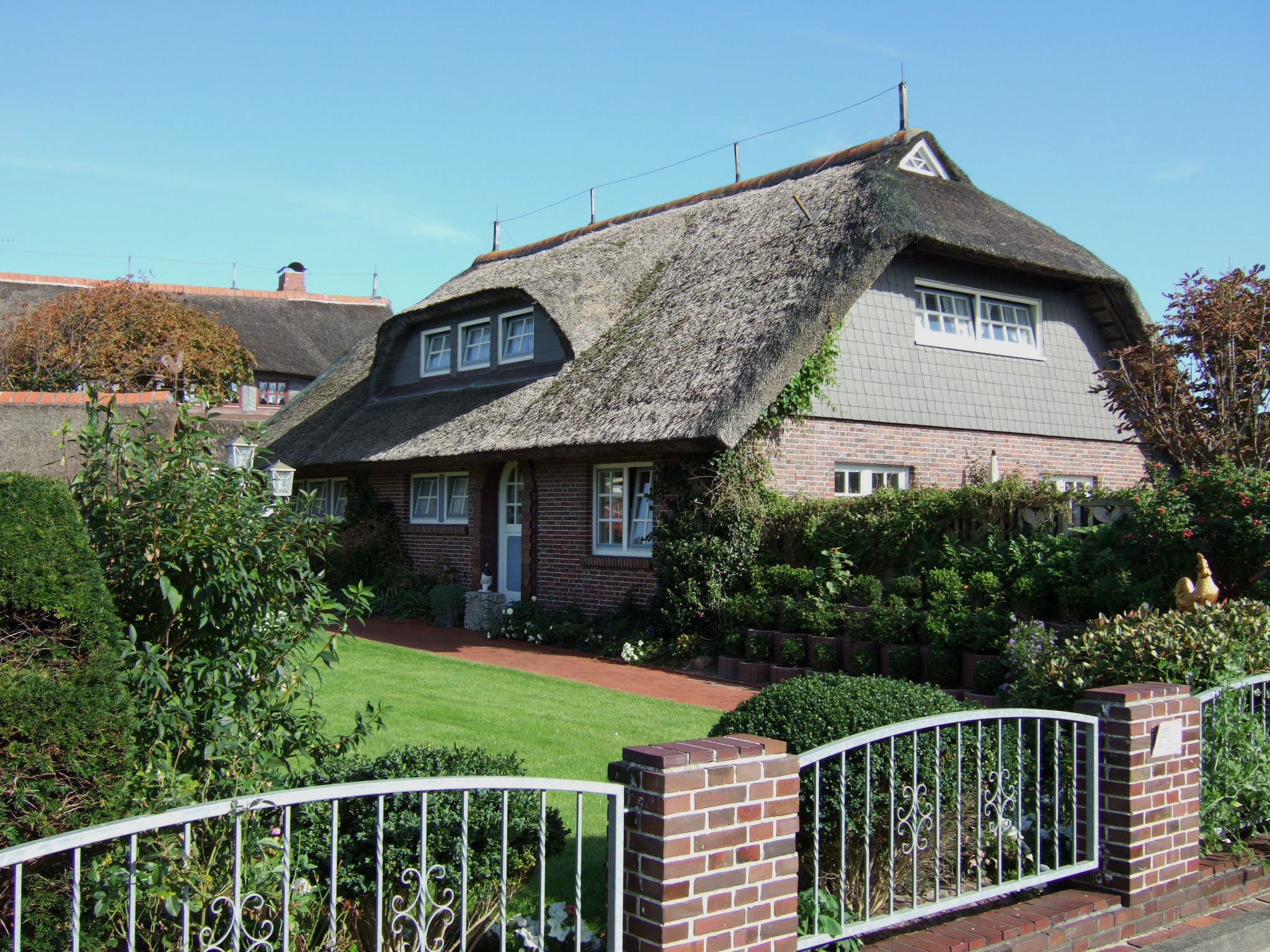
Lale Andersens hus Sonnenhof
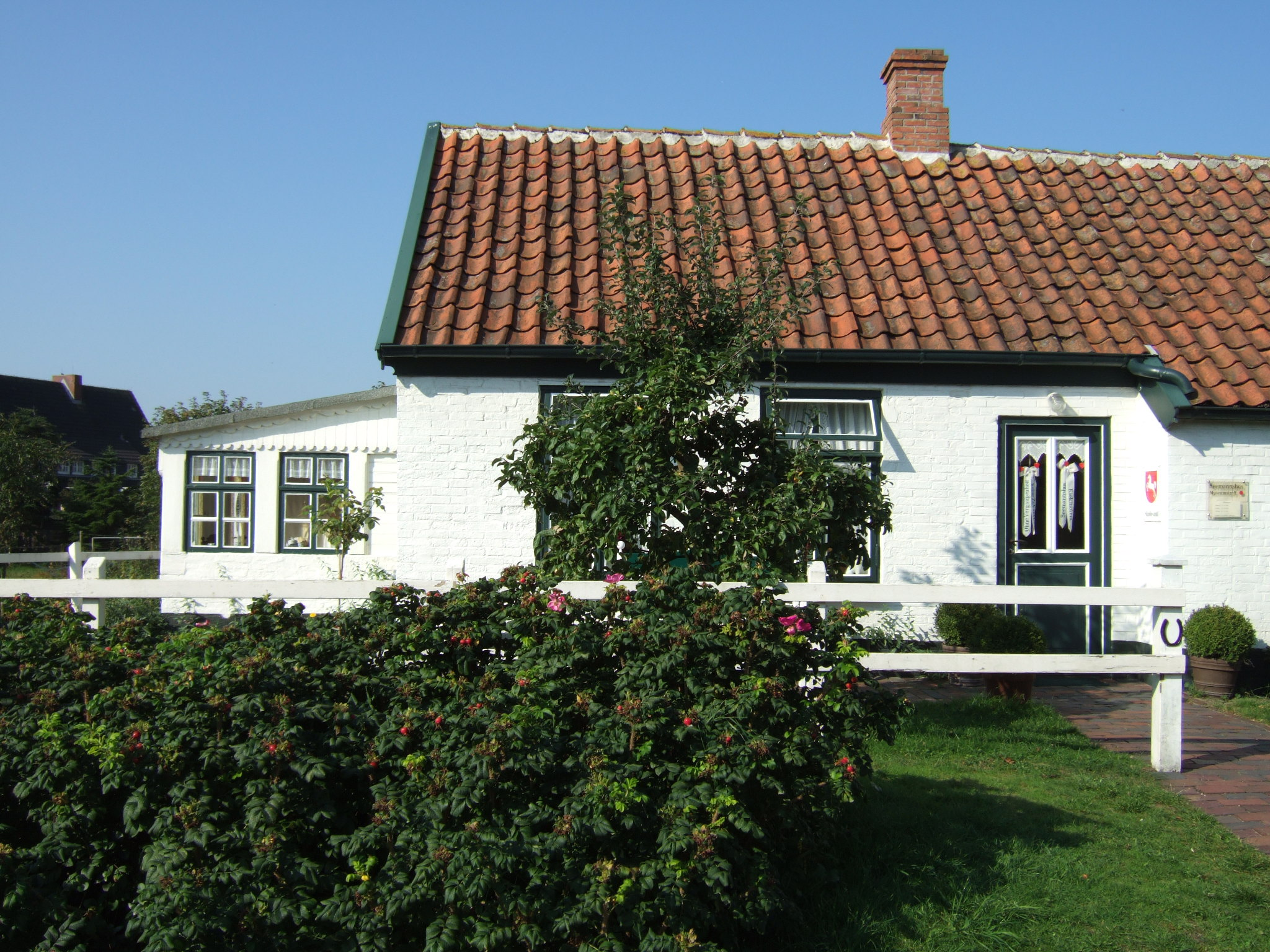
Öns museum
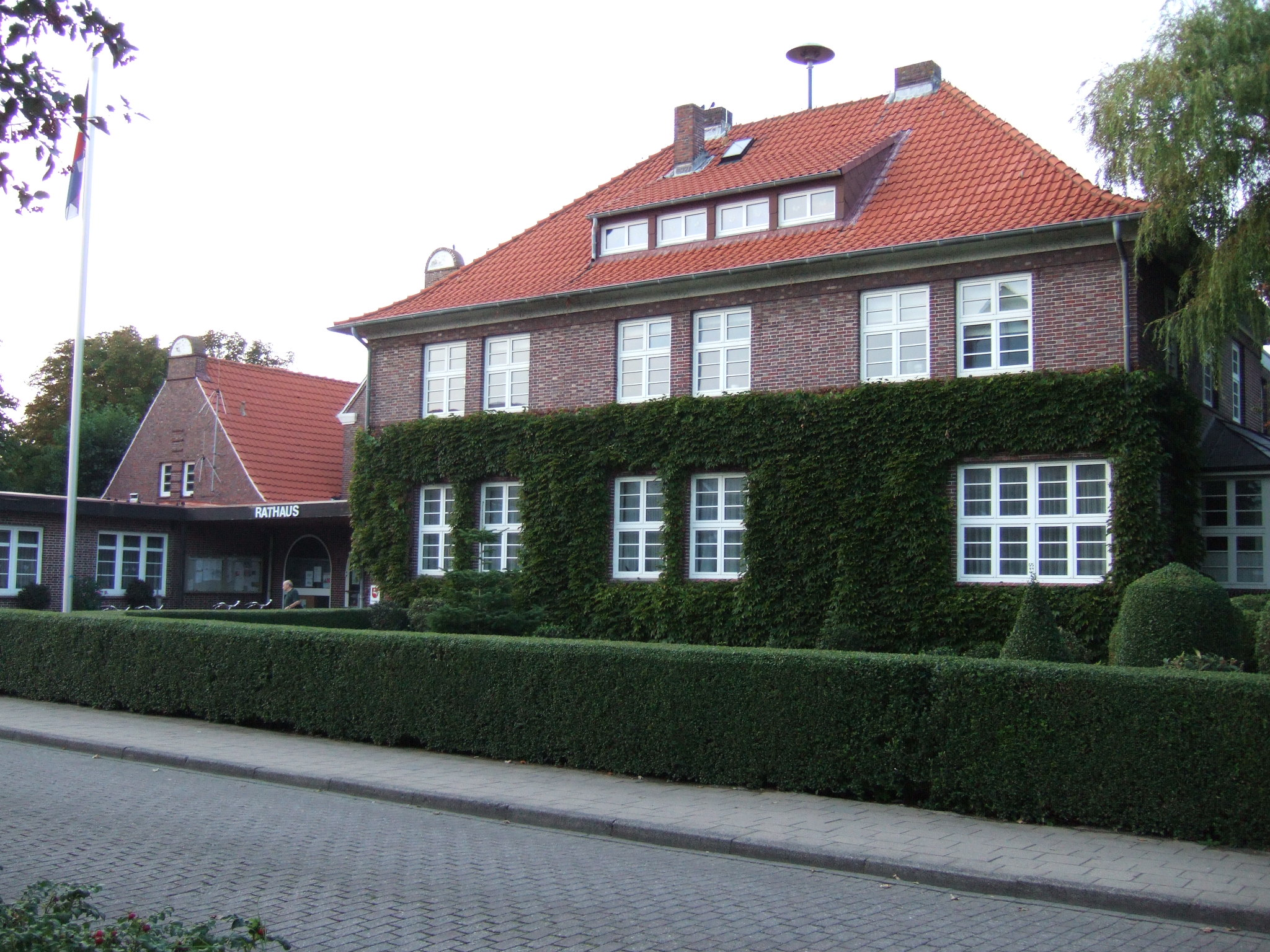
Rådehuset på Langeoog